# یاسانت ریگو
یاسانت ریگو (انگلیسی: Hyacinthe Rigaud؛ ‏ تلفظ می‌شود [jasɛ̃t ʁiɡo]؛ ‏ ۱۸ ژوئیهٔ ۱۶۵۹ – ۲۹ دسامبر ۱۷۴۳) نقاش اهل فرانسه بود.
همچنین برندهٔ جوایزی همچون جایزه بزرگ رم شده‌است.